# Route 350 (Nouveau-Brunswick)
Pour les articles homonymes, voir Route 350.
La route 350 est une route locale du Nouveau-Brunswick située dans le nord-est de la province, dans la région de Paquetville-Pokemouche. Elle mesure 20 kilomètres, et est pavée sur toute sa longueur.

## Tracé
La 350 débute au sud de Paquetville, sur la route 135. Elle commence par traverser Rang-Saint-Georges, puis elle suit la rive nord de la rivière Pokemouche pour le reste de sa longueur. Elle traverse ensuite Maltampec, puis elle se termine à Pokemouche, à l'intersection de la route 11 et de la route 113. 

## Intersections principales
| Route 350  |             |    |                                                                |                                |
| Comté      | Location    | km | Intersection/Destinations                                      | Notes                          |
| Gloucester | Paquetville | 0  | R-135, Paquetville centre, Saint-Isidore, Bertrand             | Début de la 350                |
| Gloucester | Maltampec   | 11 | Chemin Lavigne nord, Haut-Caraquet, Bertrand, Caraquet         |                                |
| Gloucester | Pokemouche  | 20 | R-11, R-113 est, Shippagan, Lamèque, Caraquet, Tracadie-Sheila | Fin de la 350; km 217 de la 11 |